# Foelie

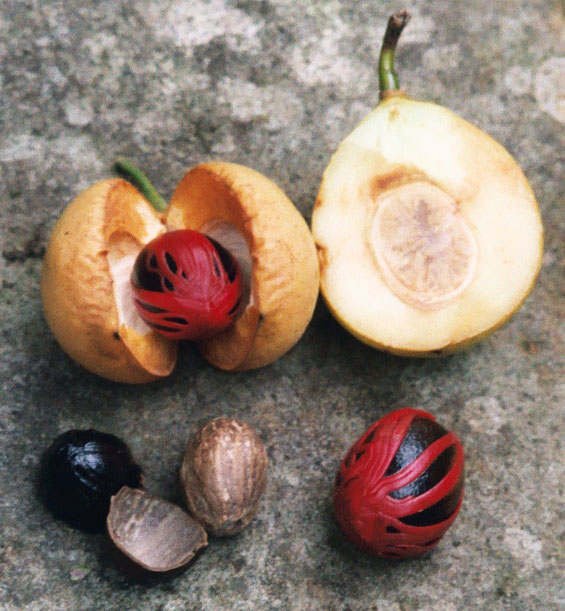
Vruchten (rijp en onrijp) en zaden van de muskaatboom. Het rijpe zaad bestaat uit (van binnen naar buiten) het bruine kiemwit (de muskaatnoot), een zwarte zaadhuid (de dop), en een rode zaadmantel.

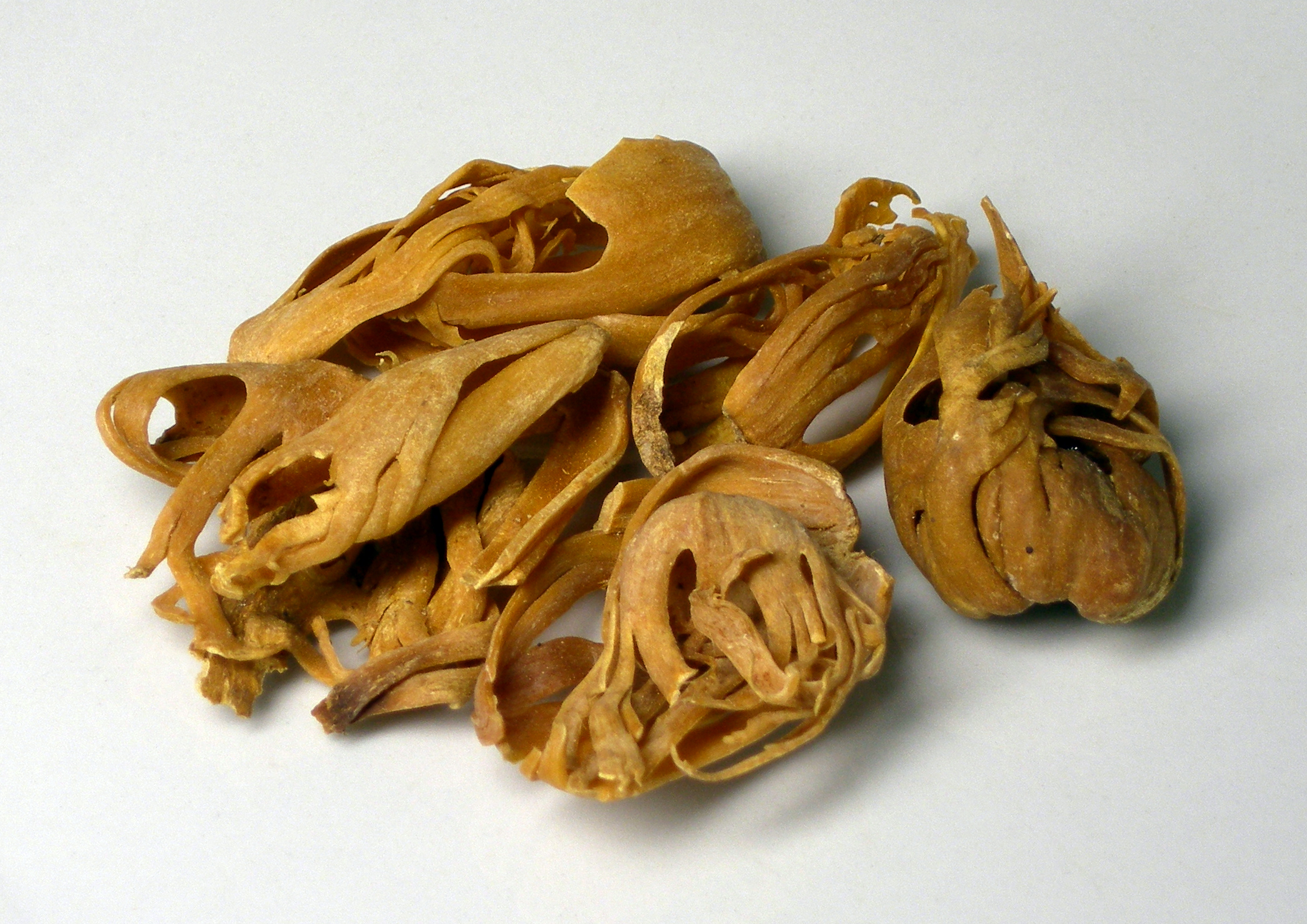
foelie

Foelie (ook: folie) is een in de keuken gebruikte specerij met een vrij zachte smaak. Foelie is de gedroogde zaadmantel van de muskaatnoot, afkomstig van de muskaatboom (Myristica fragrans). Het woord foelie stamt af van het Latijnse woord folium, voor "blad" of "vlies" (vergelijk folie).

## Geschiedenis
Vanaf de middeleeuwen behoort het in Europa tot de geliefde specerijen. Na 1600 had de Vereenigde Oostindische Compagnie (VOC) gedurende lange tijd het monopolie op de productie en handel in foelie en nootmuskaat. De organisatie dwong af dat muskaatbomen alleen op de Molukken groeiden, in het bijzonder op de Banda-eilanden. De Engelsen slaagden er uiteindelijk in muskaatbomen te verbouwen op Grenada en braken zo het monopolie. Toen ook de Fransman Pierre Poivre het zaad meesmokkelde en het begon te kweken, verloren ook de Engelsen hun positie.

## Productie
De zaadmantel van de muskaatnoot is niet volledig gesloten maar bestaat uit onregelmatig gevormde sliertjes, rondom het zaad. Dit is de foelie. De productie ervan is dus onlosmakelijk verbonden met die van nootmuskaat. Bij de oogst is de foelie karmozijnrood, maar na het drogen is de kleur oranjeachtig. Foelie uit Grenada droogt oranjegeel op. Tijdens het drogen wordt het met zout water besproeid. Een volledig stuk foelie is ongeveer drie centimeter lang en een millimeter dik.

## Gebruik
Foelie wordt in de Nederlandse keuken vooral gebruikt bij het stoven van vlees (runderlappen) en in soepen. Ook van speculaaskruiden maakt foelie deel uit. Het is een onmisbaar bestanddeel van de Oost-Vlaamse donkere vlaaien zoals Aalsterse vlaai. In de Beierse keuken wordt foelie gebruikt bij de bereiding van Weißwurst, een met kalfsvlees bereide worstsoort. In Frankrijk gebruikt men het kruid ook bij vis.
Foelie wordt verder toegepast in parfum en likeur, bijvoorbeeld in chartreuse.
Het wordt ook gebruikt in het Franse aperitief Hypocras, gebaseerd op de middeleeuwse drank Hipocras.

## Mutageen
Foelie bevat de stoffen safrol en methyleugenol. Uit dierproeven en ander onderzoek blijkt dat deze stoffen gentoxisch en daarmee mogelijk kankerverwekkend zijn.